# Monasterio de órdenes mendicantes
Monasterio de órdenes mendicantes es el monasterio específico de las órdenes mendicantes.

## Historia
En el año 1205, Francisco de Asís inicia, junto con un pequeño grupo de seguidores, un nuevo género de vida cristiana para difundir las enseñanzas de Cristo. En 1207, Domingo de Guzmán decidió también dedicar su vida a la predicación y la pobreza. Ambos grupos tenían en común la predicación en el ámbito urbano, el contacto con las gentes, la enseñanza de la pobreza y la concepción de establecer los conventos en las villas o ciudades, edificios que debían en principio ser austeros y servir únicamente como refugio y vivienda de los frailes.
Hay que diferenciar entre monasterio y convento.  Los mendincantes son frailes que viven en conventos dentro de las ciudades, mientras los monjes, como los benedictinos, vivían en monasterios que estaban fuera de las ciudades y poseían grandes terrenos para su manutención.
Se puede hablar monasterios en el caso de las monjas de la segunda orden. Estas vivían en claustros y separados del pueblo al estilo de la vida monástica. Esta segunda orden se dio tanto entre franciscanos como entre dominicos.

## Monasterios femeninos
Los monasterios femeninos de monjas franciscanas (clarisas) son de clausura y sólo comparten con el mundo exterior la iglesia, muchas veces dividida por una reja que protege la parte privada o coro. Para este modo de vida era más oportuno el esquema de los antiguos monasterios benedictinos. Un buen ejemplo de este tipo de cenobio es el de Santa María de Pedralbes en Barcelona cuya fundación data de 1326. 

## Arquitectura
En origen los conventos y monasterios de estas órdenes fueron edificios humildes, incluso la iglesia. Ésta se cubría con techumbre de madera; su planta era sencilla, de una nave y un ábside poligonal. Con el tiempo las techumbres de madera fueron sustituyéndose por bóvedas bellamente decoradas y en algunos templos se añadió un crucero en el que se abrían más ábsides.
La característica principal de la iglesia era el hecho de estar abierta a todo el mundo, fuera religioso o laico. Los frailes mendicantes se reservaban para sus rezos un pequeño espacio o coro tras el altar mayor. Las ordenanzas decían que se debía evitar toda ornamentación tanto en escultura como en pintura y vidrieras. Pasados los años dejaron de respetarse estas normas rígidas y las iglesias fueron adquiriendo ricas decoraciones. Un buen ejemplo de esto es la iglesia franciscana de la Santa Croce en Florencia cuyas vidrieras y murales están lejos de la austeridad deseada. Otro ejemplo de transformación es la iglesia de los Jacobinos de Toulouse, de los frailes dominicos, ampliada y patrocinada por obispos y cardenales que consiguieron un lujo apartado de los principios rigoristas de los mendicantes predicadores.
Los claustros de estas iglesias también se acomodaron a su actividad misionera para con los laicos. Los espacios de la sala capitular, refectorio y dormitorio se ubican indistintamente en cualquier parte del patio, según las necesidades. La sala capitular y el refectorio son lugares públicos donde los laicos pueden entrar en ciertas ocasiones en que lo necesiten. Cuando pasado el tiempo, las familias poderosas influyeron sobre estos monasterios, utilizaron dichas salas para recibir su propia sepultura y a veces los refectorios (comedores) son cedidos para grandes banquetes de la aristocracia urbana. Los monjes tenían su cobijo en sus celdas particulares, lugar donde duermen y trabajan.
- Datos: Q97579590